# Bolla d'oro (1213)
La Bolla d'oro di Eger del 1213 (in latino bulla aurea, in greco antico: Κρυσόβουλλος?, crysòbullos), anche detta Bolla di Eger o Bolla aurea di Eger, fu il documento emanato da Federico II di Svevia, nella città boema di Eger, l'anno precedente la schiacciante vittoria della battaglia di Bouvines (1214) su Ottone IV di Brunswick e i suoi alleati, con cui promise di tener divise le corone di Regno di Sicilia e Impero, successivamente alla nomina imperiale, e che avrebbe intrapreso una crociata in Terra santa che, di fatto, non si fece mai. Inoltre, con lo stesso provvedimento, Federico II rinunciava a tutti i privilegi attribuiti al sovrano dal Concordato di Worms del 1122 in merito all'investitura episcopale.
Il termine "Crisobolla" o "Bolla d'Oro" si riferisce al sigillo dorato in cera, posto su una particolare tipologia di documento ufficiale, inizialmente in uso presso la cancelleria imperiale di Costantinopoli per poi essere adottato anche in Occidente. La tipologia particolare di sigillo aureo finì con l'indicare l'intero documento.